# Geertje Wielemaplein
Het Geertje Wielemaplein is een plein in Amsterdam-Oost.
De plein ligt op het Zeeburgereiland de voorpost van IJburg ten noordoosten van de kruising Zuiderzeeweg en IJburglaan, beide drukke doorgaande routes in Amsterdam Oost.
Het plein kreeg in 2016 haar naam, een vernoeming naar zwemster Geertje Wielema, nadat het eerder genomen besluit om een straat naar haar te vernoemen was ingetrokken. Meerdere straten en pleinen in de buurt zijn vernoemd naar sporters als bijvoorbeeld Kea Bouman, Alida van den Bos en Faas Wilkes.   
Het plein, niet meer dan een breed uitgevallen straat, ligt in het verlengde van het Geertje Wielemapad. De buurt waarin zij liggen was in 2020 nog vol in ontwikkeling, het eiland wordt rondom dat jaar volgebouwd.
Aan de zuidkant van het plein werd vanaf 2014 tot 2016 gebouwd aan het enige gebouw aan het plein met huisnummer 1. Het is het tweede gebouw van het IJburg College, dat haar oorsprong vond op IJburg. Het bijna 6,5 miljoen euro kostende gebouw is ontworpen door Atelier PRO met Dorte Kristensen en Karho Yeung. Volgens Atelier PRO verlangde het IJburg College een uitstraling die moest passen bij hun High Tech Green-school; er werden in het gebouw de opleidingen vmbo-t en havo ondergebracht. De gevel bestaat uit geanodiseerde aluminium gevelbekleding in de kleur goud/zand, die opvalt in de omgeving. Het goudkleurige aluminium zou daarbij zorgen voor licht verschuivend binnen het spectrum, afhankelijk van de stand van de zon. Het gebouw is nu in gebruik door een andere middelbare school, Alasca. Dit is een havo/vwo+ school met een nieuw soort onderwijs.   

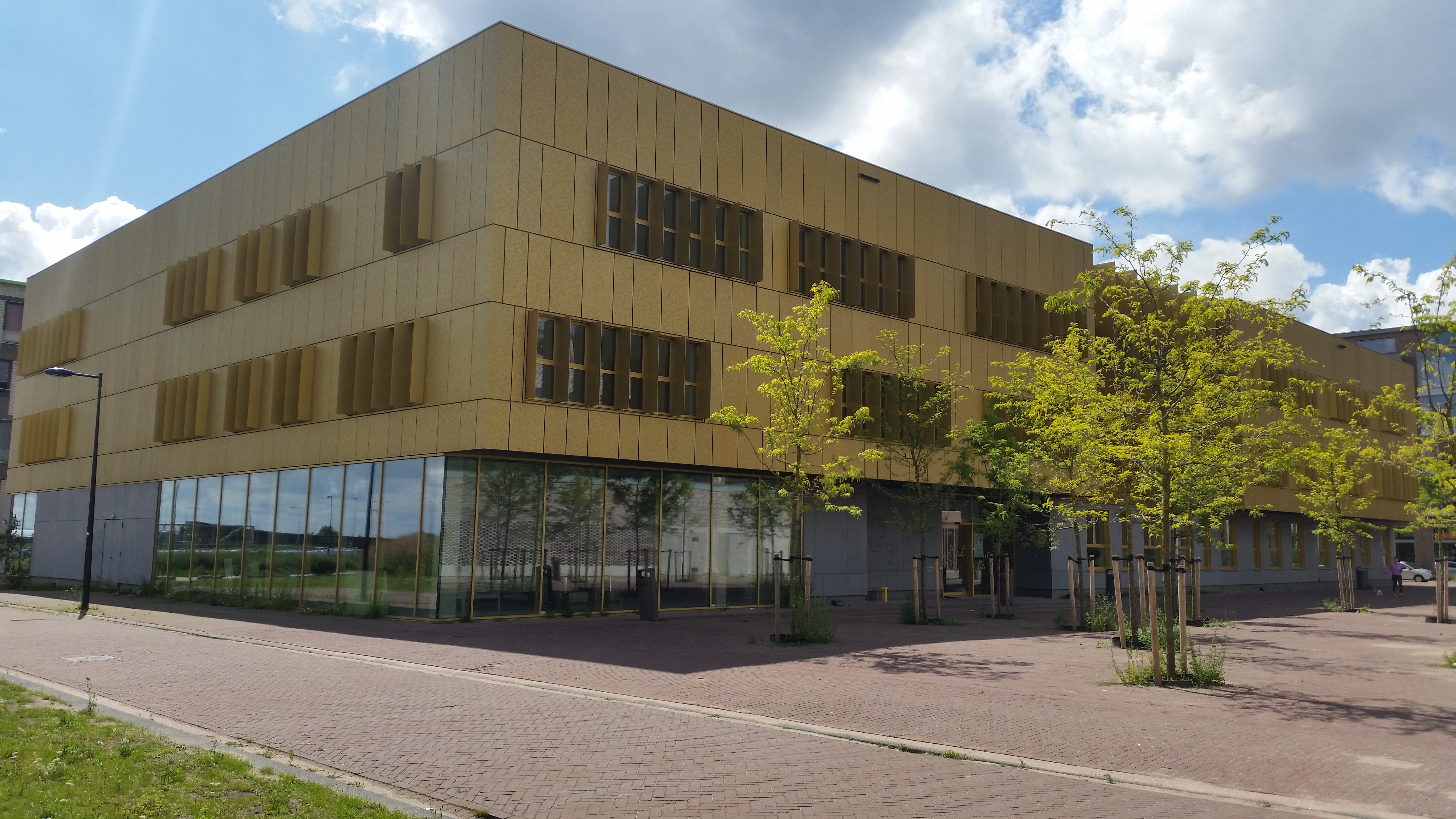
Schoolgebouw Geertje Wielemaplein 1 (juli 2020)